# حصار صور (2016)
كان حصار صور لعام 2016، المعروف أيضًا باسم حظر التجول في صور، جزءً من الصراع الكردي التركي في منطقة صور في ديار بكر التركية وقد استمر لأكثر من 3 أشهر ودمر جزءً كبيرًا من الحي. تم استخدام المدفعية الثقيلة ونيران المدافع الرشاشة في المدينة في الاشتباكات بين الجيش التركي والشرطة ضد المسلحين الأكراد. لقد قُتل ما لا يقل عن 25 شخصًا في صور في أوائل مارس 2016، حيث أفادت جماعات حقوقية بمقتل أكثر من 200 شخص بحلول نهاية الحصار في 10 مارس. قال حزب الشعوب الديمقراطي أن معظم الضحايا كانوا من المدنيين.

## الخلفية
في أغسطس 2015، أعلن نشطاء أكراد الحكم الذاتي في صور، وهي واحدة من عدة محاولات للحكم الذاتي في المنطقة في ذلك الوقت. استخدمت الشرطة التركية الرصاص البلاستيكي والغاز المسيل للدموع وخراطيم المياه ضد آلاف المتظاهرين الذين احتجوا على حظر التجول في ديار بكر. كما فُرض حظر تجول شامل على العديد من البلدات والمناطق في المنطقة نتيجة لذلك. لقد بدأ حظر التجول في صور في أوائل ديسمبر 2015.

## الجدول الزمني
في أواخر فبراير وأوائل مارس 2016، استخدمت الشرطة التركية الرصاص البلاستيكي والغاز المسيل للدموع وخراطيم المياه ضد آلاف المتظاهرين الذين يحتجون على حظر التجول في ديار بكر. طلبت جماعات حقوق الإنسان والمنظمات غير الحكومية ومنظمات التجارة المحلية وبرلمانيون من الاتحاد الأوروبي من السلطات التركية تعليق حظر التجول لمدة 24 ساعة وإنشاء ممر إنساني بحيث يمكن إجلاء المدنيين الذين ما زالوا محاصرين داخل أجزاء محاصرة من صور بأمان. وافق حاكم ديار بكر على تعليق إطلاق النار لمدة ساعة ونصف في أيام متتالية في المدينة استخدمت خلالها مكبرات الصوت لمطالبة كل شخص لا يزال وسط المباني المدمرة بالاستسلام لكن الكثيرين كانوا يخشون من العواقب إذا فعلوا ذلك.

## النتيجة
كشف تقرير صادر عن حزب الشعب الجمهوري المعارض الرئيسي في تركيا، أنه وبحلول أواخر فبراير 2016، تم تدمير حوالي 80% من جميع المباني داخل منطقة حظر التجول في صور، وأن معظم الناس تركوا حتى الأجزاء السليمة من الحي خوفًا من العنف. قُتل ما لا يقل عن 25 شخصًا في حصار صور، حيث أعلنت جماعات حقوقية أن عدد القتلى يزيد عن 200 شخص. ادعى حزب الشعوب الديمقراطي أن معظم الضحايا في صور كانوا من المدنيين.